# 密歇根大學自然歷史博物館
密歇根大學自然歷史博物館（英語：University of Michigan Museum of Natural History）位於美國密歇根州安娜堡。作為該大學文理學院的一個單位，目前的建築位於密歇根大學的中校區，在與三個研究博物館（人類學、動物學、古生物學）共享的建築中擁有22,000平方英尺的展覽空間。自然歷史收藏始於1837年，目前的建築亞歷山大·魯斯文博物館大樓建於1928年。公共展覽博物館成立於1956年，該博物館如今每年有超過100,000名遊客。
該博物館是501(c)的免稅非營利組織，它擁有11名全職員工和40-50名帶薪學生講解員，年度預算超過900,000美元。 密歇根大學自然歷史博物館每天上午 10:00 至下午 4:00 開放。